# 伯林鎮區 (明尼蘇達州托德縣)
伯林鎮區（英語：Burleene Township）是位於美國明尼蘇達州托德縣的一個行政鎮區。

## 地方資料
伯林鎮區的面積為92.96平方千米，當中陸地面積為92.83平方千米，而水域面積為0.13平方千米。根據2020年美國人口普查的數據，當地共有人口382人，而人口密度為每平方千米4.11人。